# Chiesa di San Francesco (Correggio)
La chiesa di San Francesco è un edificio di culto cattolico situato in via Azzo da Correggio, a Correggio, in provincia di Reggio Emilia. È la chiesa più antica della cittadina reggiana; qui riposano alcuni membri dell'illustre famiglia Da Correggio ed ebbe sepoltura il famoso pittore Antonio Allegri detto Il Correggio.

## Storia
Costruito una prima volta, nel 1420, da Giberto VIII da Correggio, fu ricostruito, tra il 1469 ed il 1470, per volontà di Manfredo II e di sua moglie Agnese Pio. L'edificio rimase tuttavia incompiuto e, tra il 1475 ed il 1484, fu finalmente portato a termine. Col passare dei tempi gli furono aggiunte le cappelle barocche e le finestre furono modificate. La chiesa ospitò fino al 1638 due dipinti giovanili del Correggio: la Madonna di San Francesco, ora alla Gemäldegalerie Alte Meister di Dresda, e il Riposo in Egitto con san Francesco esposto oggi alla Galleria degli Uffizi a Firenze. Nel 1641 i resti del Correggio furono momentaneamente spostati nel chiostro, attuale sede del liceo statale Rinaldo Corso, a causa dei lavori che coinvolgevano lo stabile della chiesa; da allora risultano dispersi.

## Descrizione
La chiesa presenta una facciata in cotto, coronata con archetti foggiati a conchiglia. L'interno è diviso in tre navate con volte a crociera a nervatura. Le volte sono sostenute da colonne e pilastri ornati con capitelli marmorei sui quali s'impostano archi ogivali. Nella seconda cappella di destra vi è il quadro San Bernardino, ove il santo è intento a guarire uno storpio. Tale opera è attribuita al pittore calabrese Mattia Preti. Nella cappella in capo alla navata vi è la lapide tombale di Giberto VIII da Correggio.